# Dorcadion kapchagaicus
Dorcadion kapchagaicus là một loài bọ cánh cứng trong họ Cerambycidae.